# Thonne-les-Près
Pour les articles homonymes, voir Thonne (homonymie).
Thonne-les-Près est une commune française située dans le département de la Meuse, en région Grand Est. Thonne-les-Près fait partie de la Lorraine gaumaise.

## Géographie

### Localisation
Village situé à 40,8 km de Verdun (à vol d'oiseau).

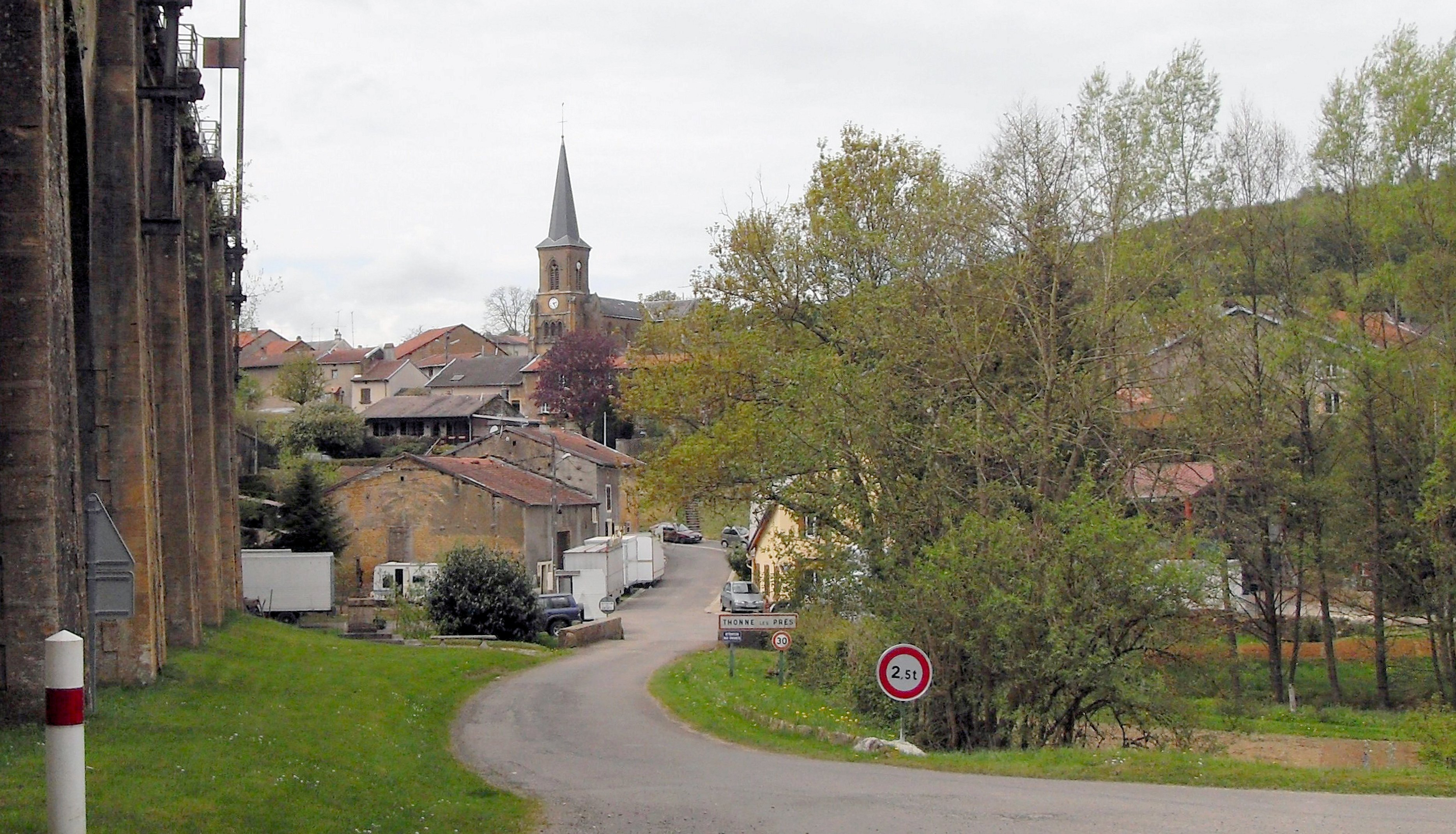
Vue depuis le sud-est sur Thonne-les-Près.

La station climatique la plus proche est située à Charleville-Mézières à 52,2 km de la commune.

#### Communes limitrophes
| Chauvency-Saint-Hubert | Thonnelle       | Thonnelle |
| Vigneul-sous-Montmédy  | Thonne-les-Près | Montmédy  |
| Vigneul-sous-Montmédy  | Montmédy        | Montmédy  |

### Hydrographie
La commune est dans le bassin versant de la Meuse au sein du bassin Rhin-Meuse. Elle est drainée par la Chiers et le ruisseau la Thonne,.
La Chiers, d'une longueur de 127 km, prend sa source dans la commune de Differdange (Grand-Duché de Luxembourg), entre la France dans la commune de Mont-Saint-Martin et se jette  dans la Meuse à Remilly-Aillicourt, après avoir traversé 46 communes. Les caractéristiques hydrologiques de la Chiers sont données par la station hydrologique située sur la commune de Chauvency-le-Château. Le débit moyen mensuel est de 22 m3/s. Le débit moyen journalier maximum est de 272 m3/s, atteint lors de la crue du 21 décembre 1993. Le débit instantané maximal est quant à lui de 336 m3/s, atteint le 23 janvier 1995.
La Thonne, d'une longueur de 15 km dont 11 km en France, prend sa source dans la commune de Meix-devant-Virton (Belgique) et entre la France à Thonne-la-Long pour se jeter  dans la Chiers à Vigneul-sous-Montmédy, après avoir traversé six communes. 

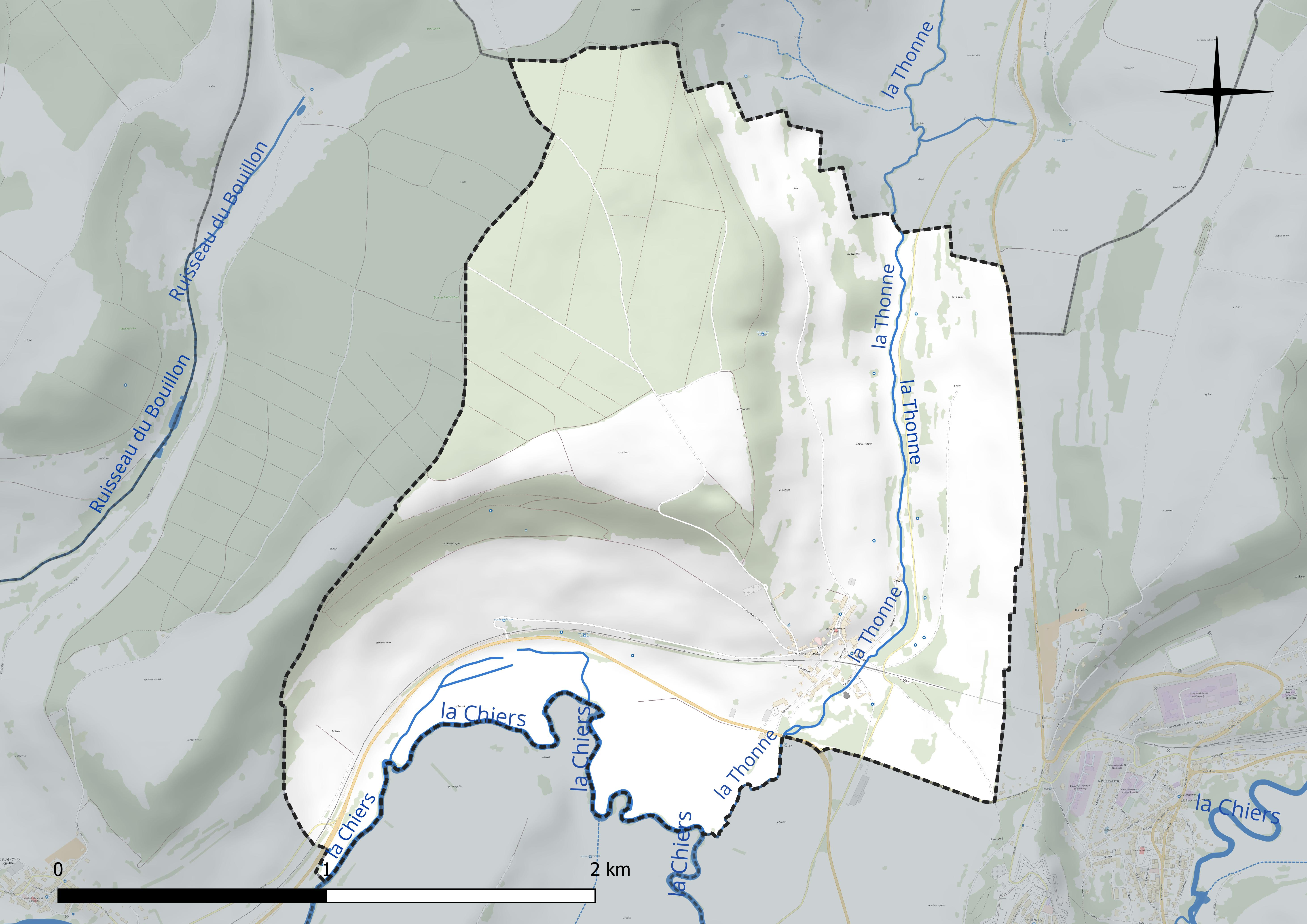
Réseau hydrographique de Thonne-les-Près.

### Climat
Pour des articles plus généraux, voir Climat du Grand Est et Climat de la Meuse.
En 2010, le climat de la commune est de type climat de montagne, selon une étude du Centre national de la recherche scientifique s'appuyant sur une série de données couvrant la période 1971-2000. En 2020, Météo-France publie une typologie des climats de la France métropolitaine dans laquelle la commune est dans une zone de transition entre le climat océanique altéré et le climat océanique altéré et est dans la région climatique  Lorraine, plateau de Langres, Morvan, caractérisée par un hiver rude (1,5 °C), des vents modérés et des brouillards fréquents en automne et hiver. 
Pour la période 1971-2000, la température annuelle moyenne est de 9,5 °C, avec une amplitude thermique annuelle de 15,5 °C. Le cumul annuel moyen de précipitations est de 937 mm, avec 13,8 jours de précipitations en janvier et 9,8 jours en juillet. Pour la période 1991-2020, la température moyenne annuelle observée sur la station météorologique de Météo-France la plus proche, « Mouzay », sur la commune de Mouzay à 12 km à vol d'oiseau, est de 10,6 °C et le cumul annuel moyen de précipitations est de 789,5 mm. 
La température maximale relevée sur cette station est de 40,4 °C, atteinte le 24 juillet 2019 ; la température minimale est de −15,3 °C, atteinte le 20 décembre 2009,,. 
Les paramètres climatiques de la commune ont été estimés pour le milieu du siècle (2041-2070) selon différents scénarios d'émission de gaz à effet de serre à partir des nouvelles projections climatiques de référence DRIAS-2020. Ils sont consultables sur un site dédié publié par Météo-France en novembre 2022.

## Urbanisme

### Typologie
Au 1er janvier 2024, Thonne-les-Près est catégorisée commune rurale à habitat dispersé, selon la nouvelle grille communale de densité à sept niveaux définie par l'Insee en 2022.
Elle est située hors unité urbaine et hors attraction des villes,.

### Occupation des sols
L'occupation des sols de la commune, telle qu'elle ressort de la base de données européenne d’occupation biophysique des sols Corine Land Cover (CLC), est marquée par l'importance des territoires agricoles (65,9 % en 2018), en augmentation par rapport à 1990 (65 %). La répartition détaillée en 2018 est la suivante : 
prairies (36,3 %), forêts (34,1 %), terres arables (24,9 %), zones agricoles hétérogènes (4,7 %). L'évolution de l’occupation des sols de la commune et de ses infrastructures peut être observée sur les différentes représentations cartographiques du territoire : la carte de Cassini (XVIIIe siècle), la carte d'état-major (1820-1866) et les cartes ou photos aériennes de l'IGN pour la période actuelle (1950 à aujourd'hui).

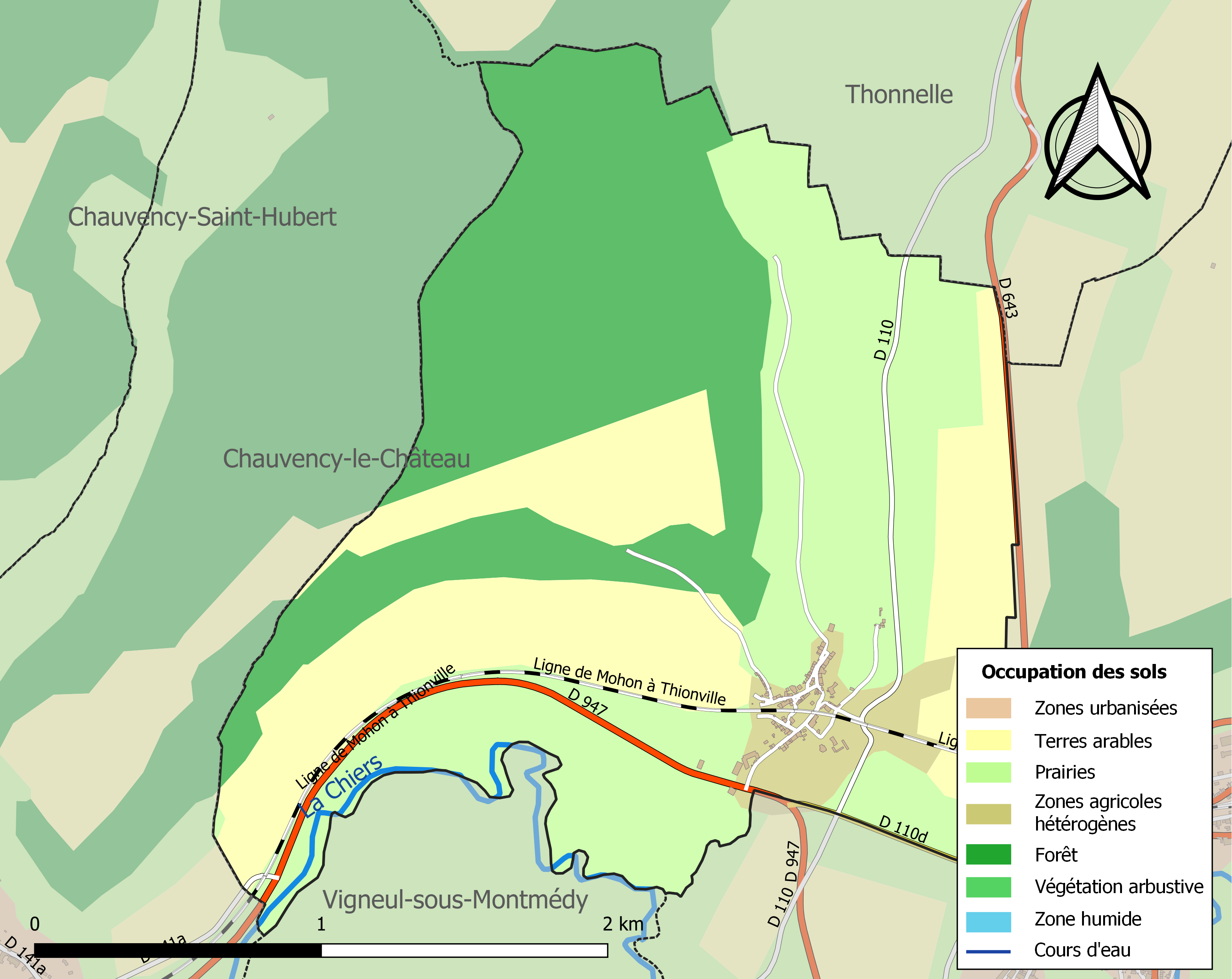
Carte des infrastructures et de l'occupation des sols de la commune en 2018 (CLC).

## Toponymie
Thone-les-Preys (1465), Tone-les-Prez (1641), Tonne-le-Prez (1656), Tonne-les-Prés (1700)[réf. nécessaire].
Son nom s'explique par le celui de la rivière, la Thonne, qui prend sa source près de Virton, au Luxembourg belge. Elle naît à Sommethonne, entre en France à Thonne-la-Long. Elle est écrite avec deux orthographes, la Tone à sa source, puis en passant la frontière elle prend son orthographe la plus connue, la Thonne.

## Histoire

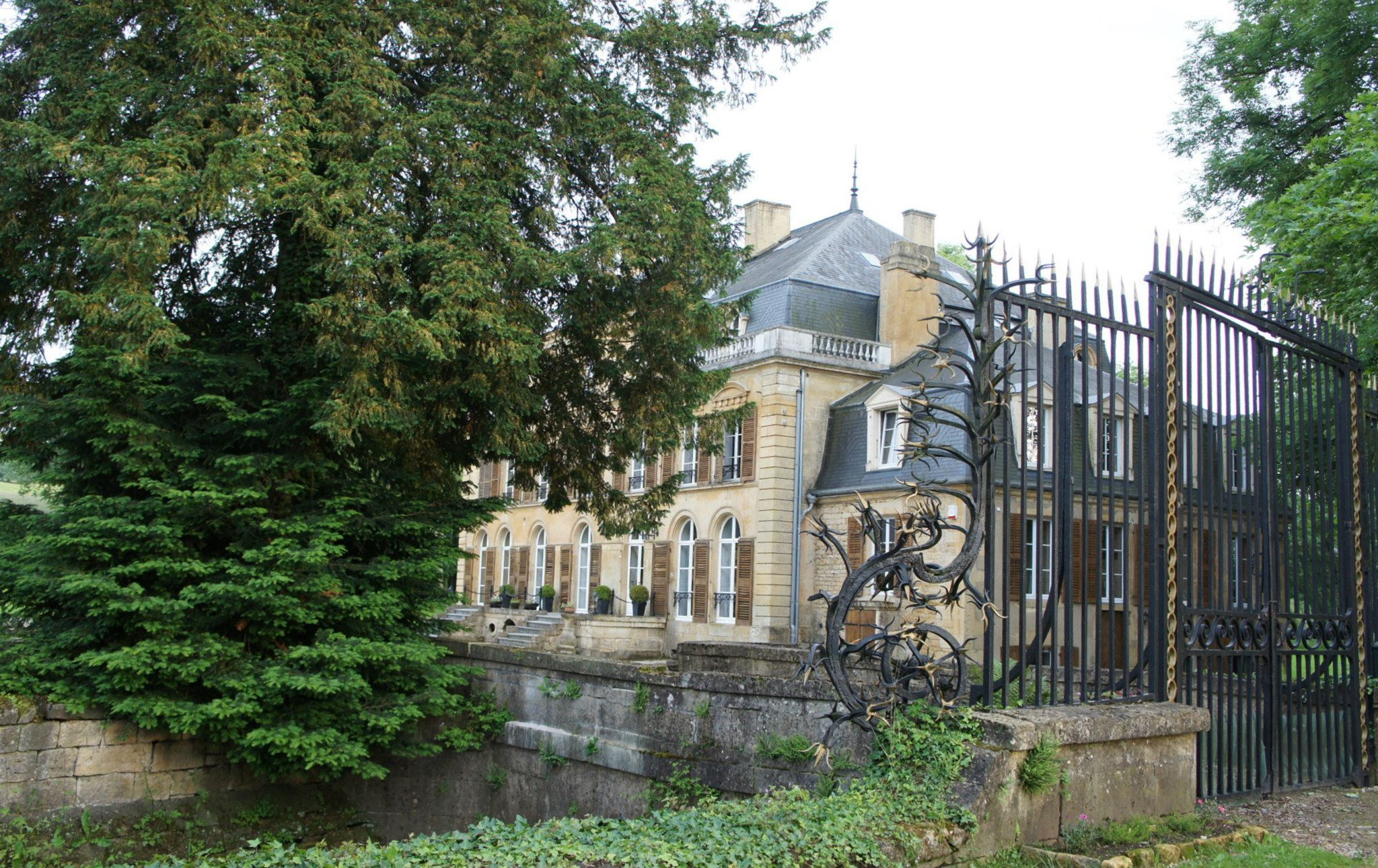
Le château de Thonne-les-Près.

Jean-François Jeantin nous indique que l'existence du village de Thonne-les-Près ne remonte pas au-delà du XIIIe siècle.
Les conflits qui ont eu lieu dans la ville sont nombreux, depuis le siège par les troupes françaises de Montmédy en 1657 jusqu'à la Seconde Guerre mondiale.
Vauban a fortifié la citadelle de Montmédy lorsqu'elle est devenue française après le traité des Pyrénées de 1659. Il était le grand spécialiste des travaux de sape des armées françaises, alors que Jean d'Allamont avec une poignée de soldats et les bourgeois de la ville (environ 700 assiégés) organisait la résistance face à 20 000 soldats d'une des meilleures armées du monde de l'époque. La résistance a duré 59 jours et le moral des assiégés a sombré lorsque Jean d'Allamont a été mortellement touché d'un éclat.
Le tout jeune roi Louis XIV lui a rendu hommage pour sa courageuse résistance. Il assistait au siège depuis un pré, qui s'appelle le Pré du Roi.
De 1659 à 1790, Thonne-les-Près a fait partie du Luxembourg français, dans la prévôté bailliagère de Montmédy et était rattaché au diocèse de Trèves.
Lors de la Révolution française, si Louis XVI n'avait pas été arrêté à Varennes en Argonne, il aurait fait étape à Thonnelle, le village voisin de Thonne-les-Près, juste avant de passer la frontière.
En 1915, un aérodrome pour les avions allemands avait été aménagé, entre Thonne-les-Près et la Chiers.
Le village a été occupé également pendant la Seconde Guerre mondiale. Lors des deux guerres, le château de Thonne-les-Près, qui a appartenu à la famille de Benoist jusqu'au milieu des années 1960, a été occupé et souvent pillé.

## Politique et administration
| Période                                  | Période                   | Identité                                         | Étiquette                         | Qualité                                                                              |
| ---------------------------------------- | ------------------------- | ------------------------------------------------ | --------------------------------- | ------------------------------------------------------------------------------------ |
| Les données manquantes sont à compléter. |                           |                                                  |                                   |                                                                                      |
| 1813                                     | 1828                      | Frédéric de Crochart                             |                                   |                                                                                      |
| 1872                                     | mai 1923                  | Albert de Benoist                                | Bonapartiste puis Action libérale | Propriétaire Député (1901-1906) Conseiller général du canton de Montmédy (1901-1907) |
|                                          |                           | Amédée Chenot                                    |                                   |                                                                                      |
| années 1950                              | années 1960               | Eugène Émile Marchal                             |                                   | Général                                                                              |
|                                          |                           | Léon Andrien                                     |                                   |                                                                                      |
|                                          | mars 2008                 | Gilbert Richard                                  |                                   |                                                                                      |
| mars 2008                                | En cours (au 28 mai 2020) | Christian Meurice Réélu pour le mandat 2020-2026 |                                   | Retraité                                                                             |

## Population et société

### Démographie

#### Évolution démographique
L'évolution du nombre d'habitants est connue à travers les recensements de la population effectués dans la commune depuis 1793. Pour les communes de moins de 10 000 habitants, une enquête de recensement portant sur toute la population est réalisée tous les cinq ans, les populations de référence des années intermédiaires étant quant à elles estimées par interpolation ou extrapolation. Pour la commune, le premier recensement exhaustif entrant dans le cadre du nouveau dispositif a été réalisé en 2007.

En 2022, la commune comptait 125 habitants, en évolution de −10,07 % par rapport à 2016 (Meuse : −4,4 %, France hors Mayotte : +2,11 %).
| 1793 | 1800 | 1806 | 1821 | 1831 | 1836 | 1841 | 1846 | 1851 |
| ---- | ---- | ---- | ---- | ---- | ---- | ---- | ---- | ---- |
| 233  | 263  | 302  | 337  | 323  | 330  | 347  | 363  | 391  |

| 1856 | 1861 | 1866 | 1872 | 1876 | 1881 | 1886 | 1891 | 1896 |
| ---- | ---- | ---- | ---- | ---- | ---- | ---- | ---- | ---- |
| 396  | 470  | 371  | 382  | 388  | 378  | 362  | 331  | 325  |

| 1901 | 1906 | 1911 | 1921 | 1926 | 1931 | 1936 | 1946 | 1954 |
| ---- | ---- | ---- | ---- | ---- | ---- | ---- | ---- | ---- |
| 297  | 274  | 265  | 239  | 218  | 236  | 224  | 200  | 178  |

| 1962 | 1968 | 1975 | 1982 | 1990 | 1999 | 2006 | 2007 | 2012 |
| ---- | ---- | ---- | ---- | ---- | ---- | ---- | ---- | ---- |
| 181  | 149  | 139  | 153  | 155  | 164  | 144  | 141  | 147  |

| 2017 | 2022 | - | - | - | - | - | - | - |
| ---- | ---- | - | - | - | - | - | - | - |
| 135  | 125  | - | - | - | - | - | - | - |

#### Pyramide des âges
La population de la commune est relativement jeune.
En 2018, le taux de personnes d'un âge inférieur à 30 ans s'élève à 34,1 %, soit au-dessus de la moyenne départementale (32,4 %). À l'inverse, le taux de personnes d'âge supérieur à 60 ans est de 23,7 % la même année, alors qu'il est de 29,6 % au niveau départemental.
En 2018, la commune comptait 72 hommes pour 61 femmes, soit un taux de 54,14 % d'hommes, largement supérieur au taux départemental (49,51 %).
Les pyramides des âges de la commune et du département s'établissent comme suit.
| Hommes | Classe d’âge | Femmes |
| ------ | ------------ | ------ |
| 0,0    | 90 ou +      | 4,8    |
| 8,2    | 75-89 ans    | 0,0    |
| 20,5   | 60-74 ans    | 12,9   |
| 15,1   | 45-59 ans    | 19,3   |
| 24,6   | 30-44 ans    | 25,8   |
| 6,8    | 15-29 ans    | 21,0   |
| 24,7   | 0-14 ans     | 16,1   |

| Hommes | Classe d’âge | Femmes |
| ------ | ------------ | ------ |
| 0,8    | 90 ou +      | 2,2    |
| 7,6    | 75-89 ans    | 11     |
| 20,2   | 60-74 ans    | 20,5   |
| 20,6   | 45-59 ans    | 20     |
| 17,4   | 30-44 ans    | 16,8   |
| 16,7   | 15-29 ans    | 13,6   |
| 16,8   | 0-14 ans     | 15,8   |

## Culture locale et patrimoine

### Lieux et monuments

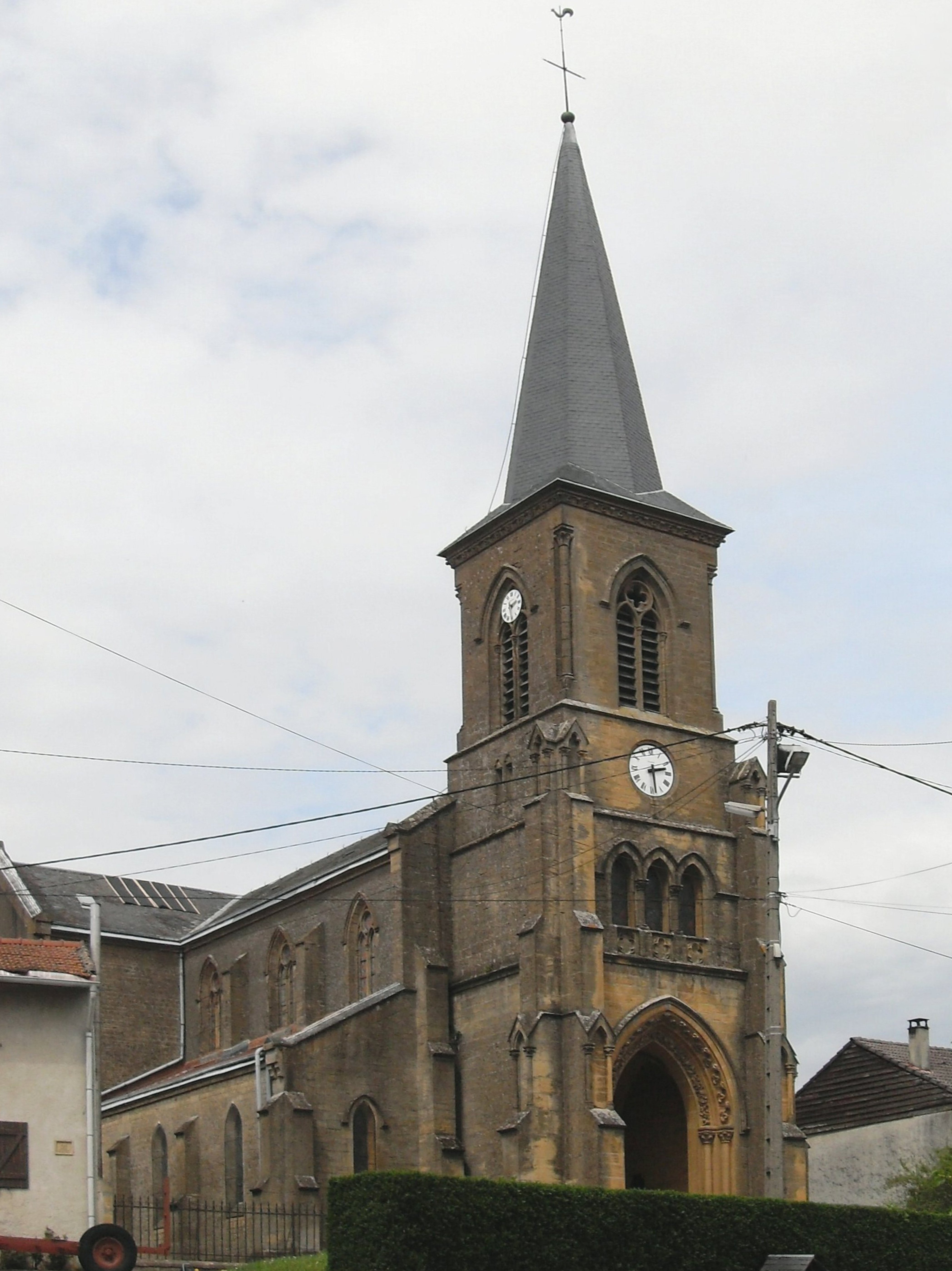
L'église Saint-Georges.

- Le château de Thonne-les-Près a été construit par un intendant de Napoléon Ier. Son architecture est inspirée des constructions italiennes. Il se situe dans un parc de cinq hectares. La famille de Benoist est très liée au château. Le château a été vendu dans le milieu des années 1970 et il est aujourd'hui la propriété d'une famille de voisins du Luxembourg qui l'entretient de façon remarquable et le font revivre.
- Le viaduc de Thonne-les-Près est un ouvrage monumental. Sa construction a été terminée en 1862. Il est suivi d'un tunnel sous la colline de Montmédy. Le viaduc est le thème abordé sur la plupart des cartes postales envoyées depuis Thonne-les-Près.
- L'église Saint-Georges a été incendiée en 1871 par les Prussiens, lors de la guerre de 1870. Le baron de Benoist s'est occupé de la reconstruction en 1874 de l'église.
- Beaucoup de constructions ont été entreprises sous la Troisième République : école, presbytère.
- L'eau courante a été inaugurée le 31 mars 1907 avec la construction d'un réservoir d'eau dans la ruelle Bauclin qui conduit au cimetière.

### Patrimoine naturel
C'est dans le parc du château que se rencontrent les essences les plus rares (hêtre pourpre, platanes, ifs) et les plus spectaculaires (dimensions prises à épaule d'homme = 1,50 m en janvier 2010). Là se remarquent surtout :
- un noyer noir d'Amérique, d'une circonférence de 2,70 m ;
- un tulipier de Virginie, d'une circonférence de 3,10 m ;
- deux platanes, au bord de la Thonne ; l'un à proximité du château, d'une circonférence de 6,40 m, et l'autre de 4,80 m, très sévèrement élagué (il n'en reste que le tronc toujours vivant), à proximité de la grille d'entrée (son jumeau ayant été abattu).

### Personnalités liées à la commune
- Baron Albert de Benoist, député de la Meuse, maire de Thonne-les-Près.
- Général Marchal (1886-1966), maire de Thonne-les-Près.